# Scleropages formosus
L'arowana asiatico (Scleropages formosus (Müller & Schlegel, 1840)) è una specie di pesce osteoglossiforme appartenente alla famiglia Osteoglossidae, che presenta diverse varietà fenotipiche proprie del Sud-est asiatico. Sebbene molti esperti sostengano che tutte le varietà facciano parte di un'unica specie, Pouyaud, Sudarto e Teugels (2003) le classificano come specie multiple. Abita nei fiumi di acque nere e nei corsi d'acqua lenti che attraversano paludi e zone umide boscose. Gli adulti cacciano pesci più piccoli, mentre gli avannotti si nutrono di insetti.
Questa specie possiede un significato culturale particolare nelle regioni con influenza della cultura cinese; il suo nome, «pesce drago», fa riferimento alla sua somiglianza con il drago cinese. Inoltre, il suo aspetto attraente e la credenza che porti buona fortuna e prosperità lo hanno reso un pesce d'acquario molto popolare.

## Evoluzione
Come tutti i membri della famiglia Osteoglossidae, l'arowana asiatico vive in acqua dolce e non sopravvive in ambiente marino. La sua distribuzione nelle isole del Sud-est asiatico suggerisce una separazione precoce dagli altri osteoglossidi, avvenuta prima della completa frammentazione della Pangea. La divergenza tra gli antenati dell'arowana asiatico e i loro parenti australiani si verificò circa 140 milioni di anni fa, durante il Cretaceo inferiore. Questa separazione ebbe luogo nell'est del Gondwana, da dove gli antenati asiatici migrarono verso il subcontinente indiano o piccole masse terrestri, per poi raggiungere l'Asia. La somiglianza morfologica tra le specie di Scleropages indica che i cambiamenti evolutivi più significativi si verificarono in epoche relativamente recenti.
Nel 1840, i naturalisti tedeschi Salomon Müller e Hermann Schlegel descrissero questa specie con il nome Osteoglossum formosum. Successivamente, fu ricollocata nel genere Scleropages.
Sono riconosciute diverse varietà di Scleropages formosus, ciascuna con colorazioni specifiche legate alla rispettiva area geografica. L'arowana verde, il più comune, vive in Indonesia, Vietnam, Birmania, Thailandia, Cambogia e Malesia. L'arowana asiatico argentato, considerato parte della varietà verde, include sottovarietà come la «coda grigia argentata» e la «coda gialla argentata», presenti in diverse zone del Borneo. Il dorato a coda rossa si trova a Sumatra, mentre il crossback dorato o blu malese è originario di Pahang e Bukit Merah, in Malasia. Il rosso, noto anche come grande rosso o rosso sangue, abita il fiume Kapuas e i laghi circostanti, nel Borneo occidentale.

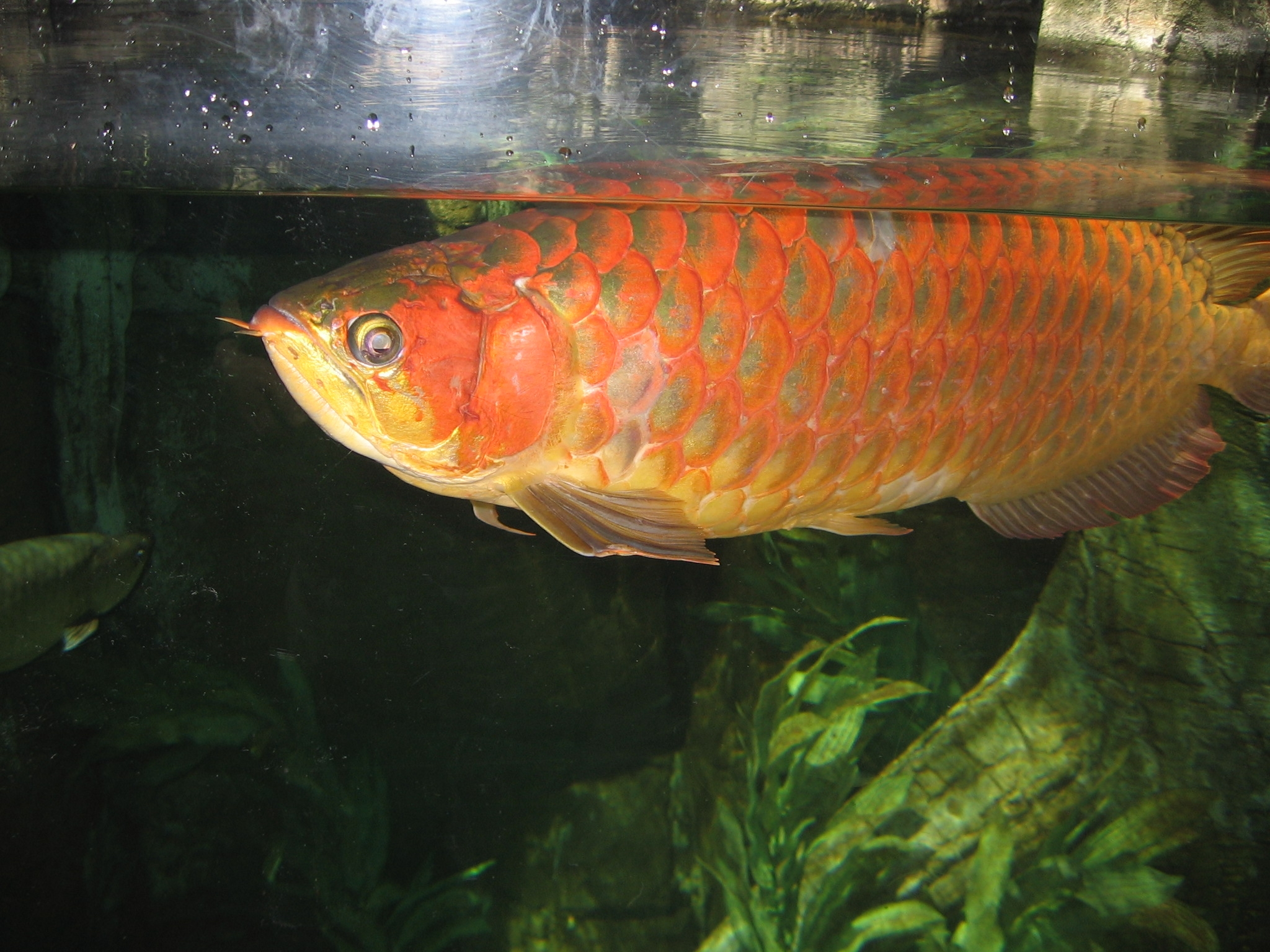
Arowana rosso in mostra in un acquario pubblico.

Uno studio ha proposto di suddividere Scleropages formosus in quattro specie sulla base di analisi morfologiche e genetiche: Scleropages formosus (arowana verde e crossback dorato), Scleropages macrocephalus (arowana asiatico argentato), Scleropages aureus (arowana dorato a coda rossa) e Scleropages legendrei (grande arowana rosso). Tuttavia, questa proposta ha suscitato controversie, poiché le prove presentate non sono risultate sufficienti a giustificare la suddivisione. La specie continua quindi a essere considerata monotipica, con aplotipi strettamente correlati.

## Descrizione

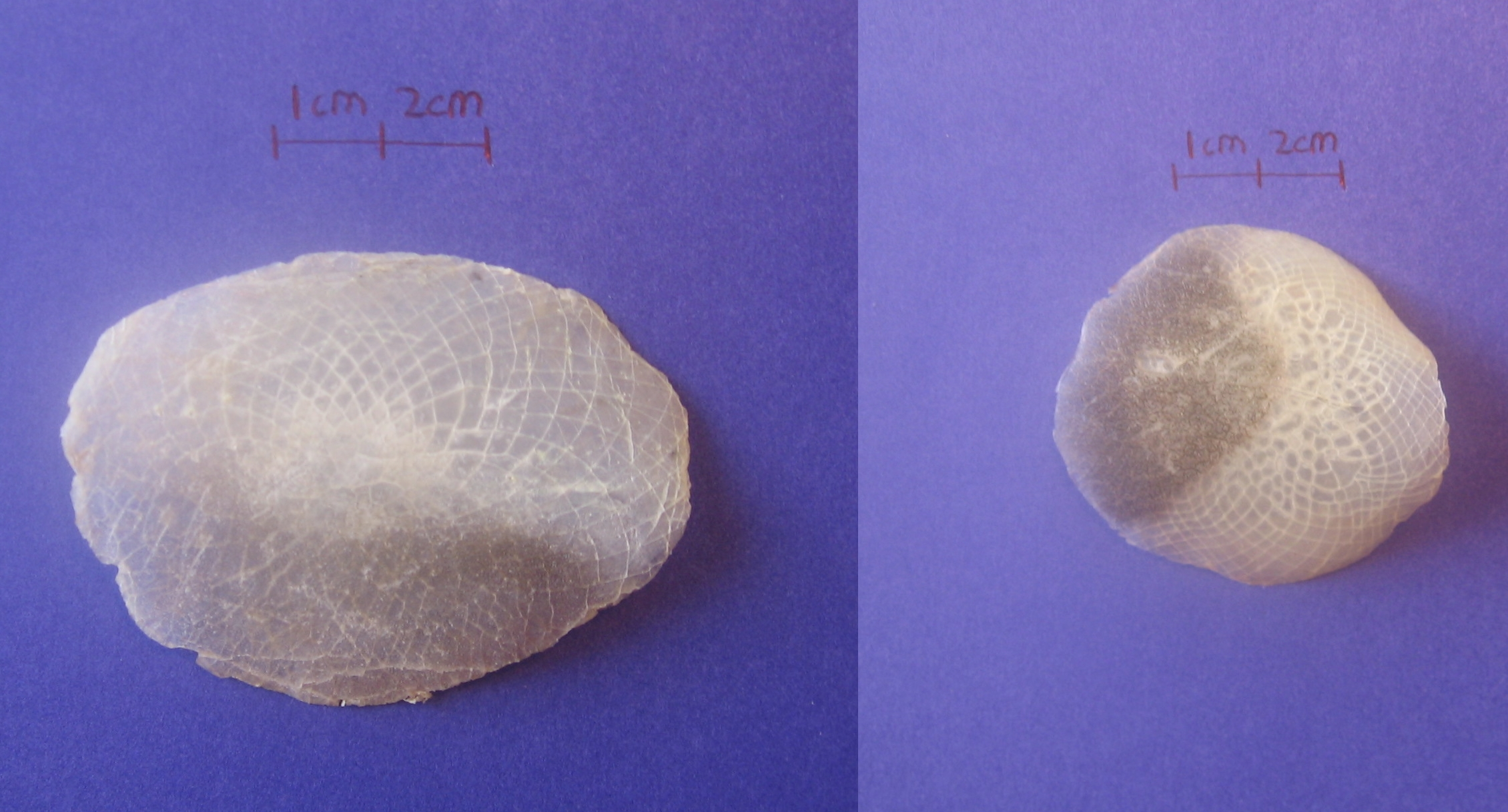
Le scaglie dell'arowana asiatico sono note per le loro grandi dimensioni (la maggior parte supera i 2 cm di lunghezza) e per il loro caratteristico motivo a rete.

L'arowana asiatico può raggiungere una lunghezza totale fino a 90 cm. Come gli altri membri del genere Scleropages, presenta un corpo allungato, grandi pinne pettorali ben sviluppate, pinne dorsale e anale situate nella parte posteriore del corpo e una pinna caudale più grande rispetto a quella del suo parente sudamericano, l'arowana argentato. La bocca, obliqua e di ampia apertura, presenta due barbigli all'estremità della mandibola.
Le scaglie di questo arowana, di grandi dimensioni e forma circolare, in alcune varietà mostrano una colorazione grigio metallico con un motivo a mosaico in rilievo. Le scaglie lateriali sono disposte in file orizzontali, numerate dalla più ventrale (primo livello) alla più dorsale (quinto livello), mentre le scaglie dorsali appartengono al sesto livello.
Si distingue dai suoi congeneri australiani, Scleropages jardinii e Scleropages leichardti, per avere un numero inferiore di scaglie sulla linea laterale (da 21 a 26 contro 32-36), pinne pettorali e pelviche più lunghe e un muso più prominente. Gli arowana asiatici argentati a coda grigia o gialla presentano un dorso grigio scuro e fianchi argentati con anelli scuri sulle scaglie laterali. Il ventre è grigio argentato o bianco. Negli esemplari a coda gialla, le pinne sono giallastre con raggi grigio scuro, mentre in quelli a coda grigia le pinne presentano una tonalità grigio scuro uniforme.

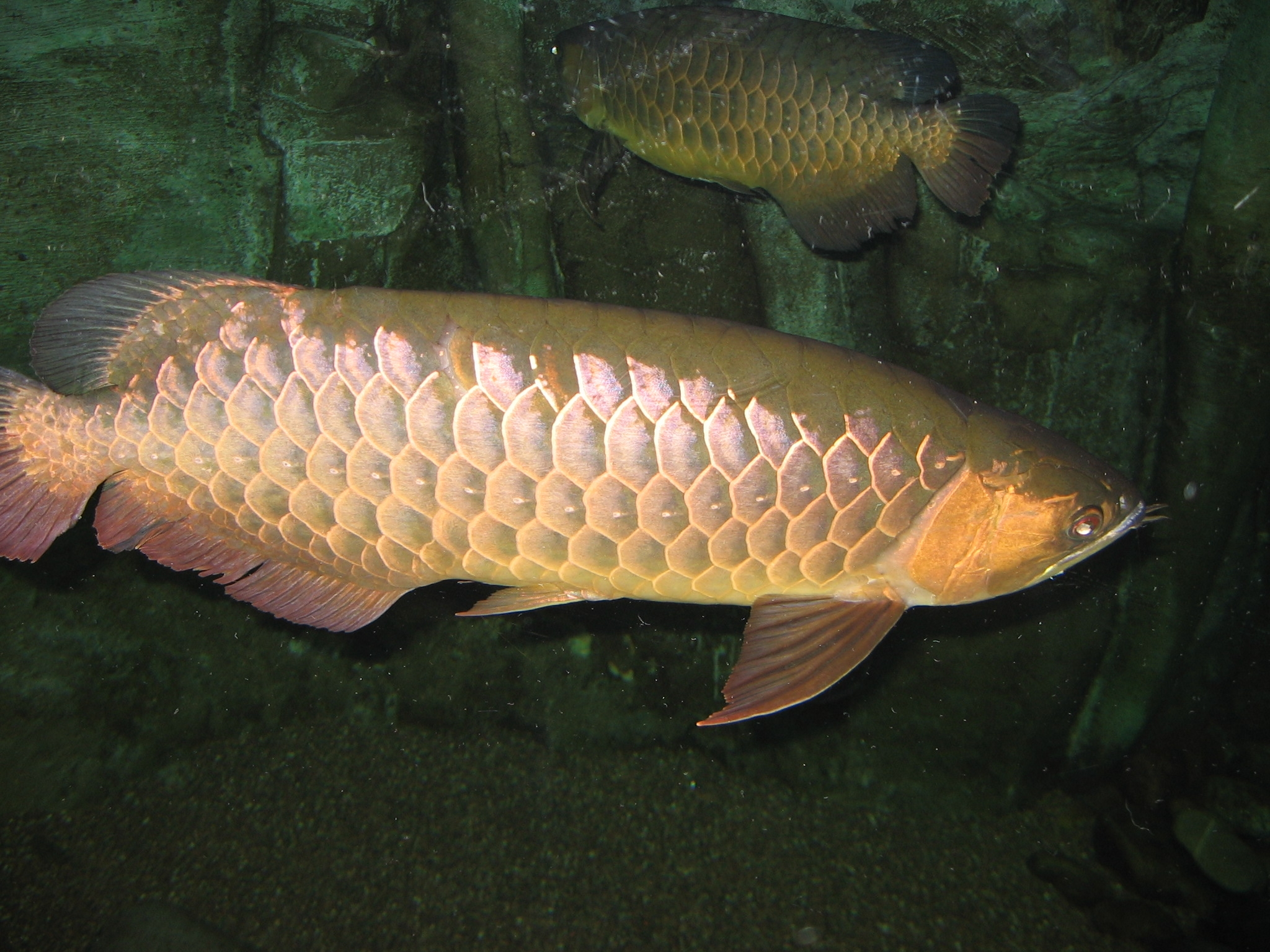
Arowana dorato dalla coda rossa: ha squame dorate, mentre le pinne anale e caudale presentano una tonalità bruno-rossastra.

## Biologia

### Riproduzione
A differenza della maggior parte dei pesci, raggiunge la maturità sessuale piuttosto tardi, completandola dopo tre o quattro anni. Non presenta segni evidenti di dimorfismo sessuale. Le femmine depongono tra trenta e cento uova, di dimensioni considerevoli. Un'osservazione di una coppia in cattività ha rivelato che il corteggiamento può protrarsi per diverse settimane o mesi. Durante questa fase, entrambi rimangono vicino alla superficie dell'acqua, soprattutto di notte. Gli avannotti si schiudono dopo circa una settimana e restano nella bocca del maschio per sette od otto settimane, periodo necessario per consumare completamente il sacco vitellino.

### Comportamento
Vive al riparo tra le radici di Pandanus o altre strutture subacquee, e si alimenta durante la notte. È territoriale, in particolare i maschi, nei confronti di altri individui della stessa specie, il che spiega la sua osservazione in solitario o in piccoli gruppi.

## Rapporti con l'uomo

### Nella cultura

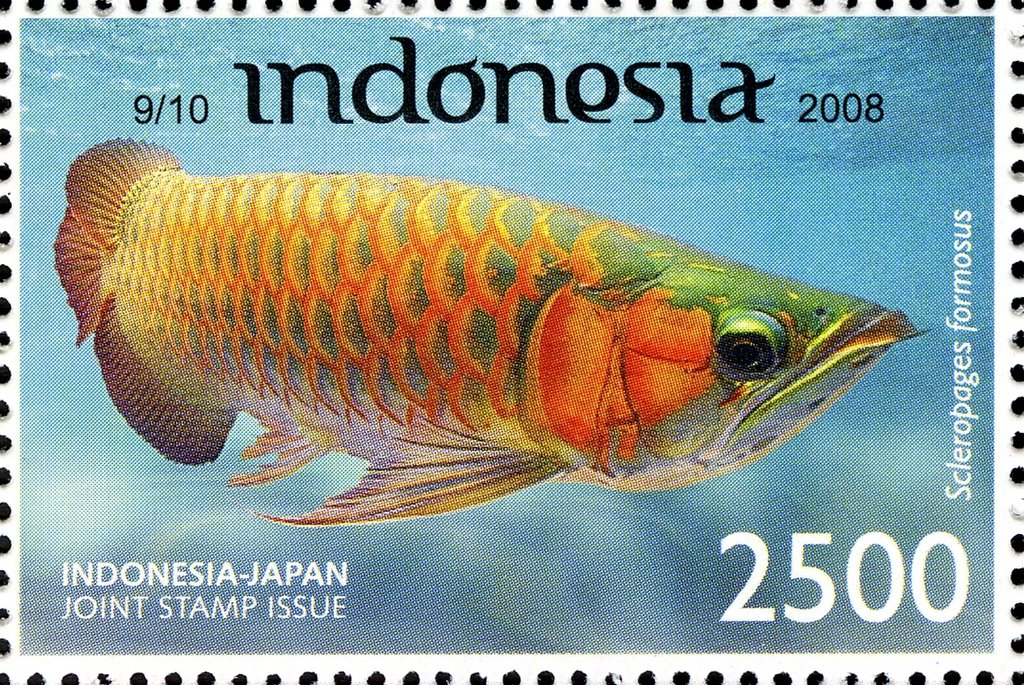
Francobollo indonesiano raffigurante un'arowana asiatico.

L'arowana asiatico è considerato simbolo di buona fortuna e prosperità, specialmente nella cultura asiatica. Questa percezione deriva dalla sua somiglianza con il drago cinese, un'icona della mitologia cinese. Le sue grandi scaglie metalliche, i doppi barbigli e le pinne pettorali conferiscono un aspetto che ricorda «un drago in pieno volo».
Nella divinazione taoista, il feng shui associa positivamente l'acqua e i colori rosso e dorato, il che rende questi pesci scelte popolari per gli acquari. Secondo una credenza, l'acqua, accumulando chi, è una fonte di energia yin che necessita di un pesce «favorevole», come l'arowana, per apportare energia yang ed equilibrare l'ambiente. Un'altra tradizione attribuisce all'arowana la capacità di salvare il proprio proprietario dalla morte sacrificandosi.
È uno dei pesci d'acquario più costosi al mondo, con esemplari che possono raggiungere prezzi fino a 300000 dollari. Il suo aspetto, in particolare nella varietà rossa, e la sua inclusione nell'elenco delle specie in pericolo di estinzione contribuiscono al suo elevato valore. La popolarità di questi pesci ha persino portato a pratiche come interventi di chirurgia estetica per migliorarne l'aspetto.

### Allevamento in cattività

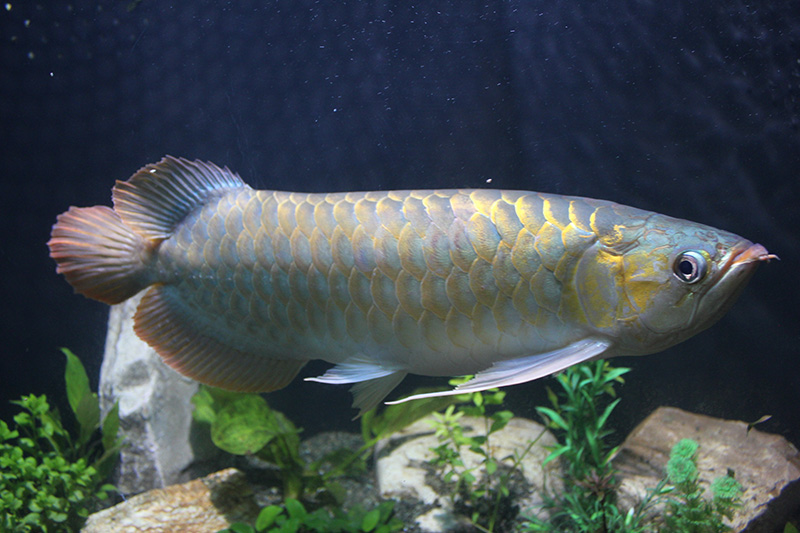
Arowana asiatico ospitato nell'Istituto Nazionale di Ecologia della Corea del Sud.

Per via delle loro dimensioni, che possono raggiungere i 90 cm, necessitano di acquari di grandi dimensioni. Il loro comportamento territoriale consente la convivenza con altre specie di Scleropages solo in acquari molto ampi e a condizione che abbiano dimensioni simili. Gli acquari devono essere coperti per evitare che saltino e fuggano. L'acqua deve essere tenera, leggermente acida, ben filtrata e mantenuta tra i 24 e i 30 °C.
Essendo carnivori, richiedono una dieta di alta qualità a base di alimenti di origine animale, come gamberetti e grilli. Si alimentano in superficie, preferendo prendere il cibo negli strati superiori dell'acqua. Tra le opzioni di cibo vivo si includono scorpioni, centopiedi, camole della farina, gamberetti, piccoli pesci, rane e lombrichi. Accettano anche alimenti preparati come gamberetti, cibi congelati o in pellet. In alcuni casi, vengono usati avannotti di koi per intensificare la colorazione naturale di questi pesci.

## Conservazione

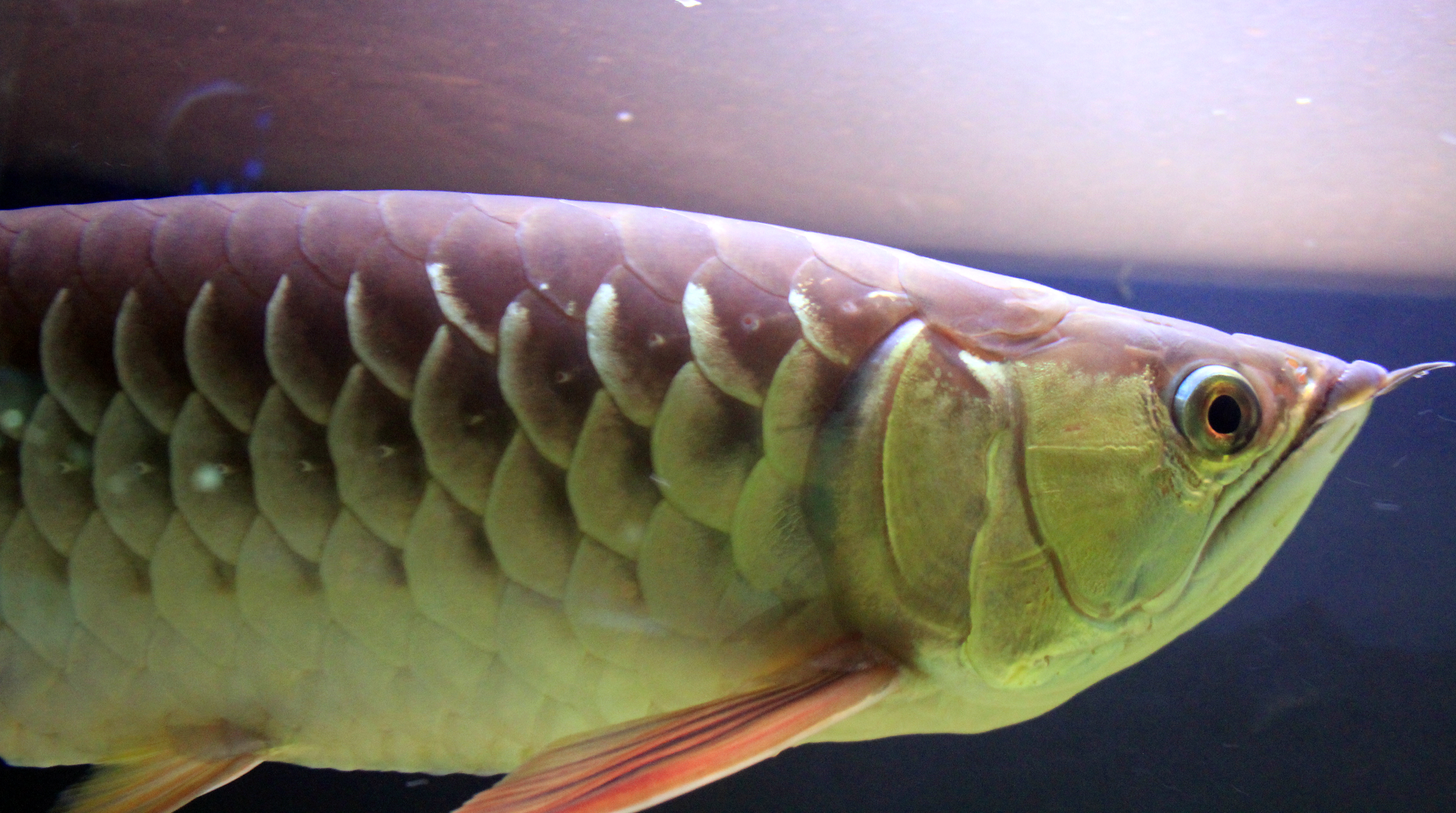
Arowana asiatico in mostra all'acquario marino di Praga.

L'arowana asiatico figura come specie in pericolo di estinzione nella Lista Rossa della IUCN, la cui valutazione più recente risale al 2019. Il commercio internazionale di questo pesce è regolato dalla Convenzione sul commercio internazionale delle specie minacciate di estinzione di flora e fauna selvatiche (CITES), che lo ha incluso nell'Appendice I nel 1975, essendo una delle otto specie di pesci incluse in questo livello di protezione. In alcuni Paesi, il suo possesso è limitato o vietato. Ad esempio, negli Stati Uniti è incluso nell'Endangered Species Act, il che impedisce la sua riproduzione senza apposito permesso. In Florida e Nuovo Messico la detenzione privata di questa specie è proibita.
Dal 1989, la CITES consente il commercio dell'arowana asiatico a determinate condizioni, come l'allevamento in cattività per almeno due generazioni. Il primo allevamento certificato è sorto in Indonesia. Nel 1995, l'Autorità Agroalimentare e Veterinaria di Singapore, insieme a una piscicoltura locale, ha avviato un programma di riproduzione in cattività. Questo programma ha permesso la commercializzazione legale di arowana certificati a partire dal 1994. Attualmente, oltre 150 allevamenti in Singapore, Malesia, Indonesia e altri Paesi del Sud-est asiatico sono registrati presso la CITES. Il mercato globale di questi arowana genera entrate stimate in 200 milioni di dollari statunitensi all'anno.
Il commercio degli arowana certificati è garantito attraverso due misure: gli allevatori rilasciano un certificato di autenticità e nascita per ogni acquirente e impiantano in ogni esemplare un microchip per consentirne l'identificazione.
La riduzione dell'habitat rappresenta un'altra grave minaccia. Nella penisola malese, dove un tempo erano comune, oggi risulta raro a causa dell'inquinamento ambientale. La sua inclusione nella Lista Rossa della IUCN risponde a fattori pratici più che biologici. Sebbene sia ampiamente distribuito nel Sud-est asiatico, la cattura intensiva da parte dei collezionisti ne compromette la sopravvivenza. Nel 2023, uno studio ha segnalato un'invasione di piantagioni di palma da olio nell'Area di Conservazione dell'arowana dorato a coda rossa, a Riau, aggravando le minacce alla sua conservazione in natura.